# Bolivar Espinosa
Bolivar Gabriel Espinosa Serrano (ur. 8 grudnia 1996) – panamski kolarz szosowy.

## Osiągnięcia
Opracowano na podstawie:

2019
- 3. miejsce w mistrzostwach Panamy (start wspólny)

2020
- 3. miejsce w mistrzostwach Panamy (jazda indywidualna na czas)
- 2. miejsce w mistrzostwach Panamy (start wspólny)

2021
- 3. miejsce w mistrzostwach Panamy (jazda indywidualna na czas)

2022
- 3. miejsce w mistrzostwach Panamy (jazda indywidualna na czas)
- 1. miejsce w mistrzostwach Panamy (start wspólny)

## Rankingi
| Rok              | 2018  | 2019  | 2020 | 2021  | 2022 | 2023 | 2024  |
| ---------------- | ----- | ----- | ---- | ----- | ---- | ---- | ----- |
| World Ranking    | 3101. | 1772. | 754. | 1422. | 526. | 528. | 1339. |
| UCI America Tour | 466.  | 266.  | 54.  | 224.  | 45.  | 59.  | -     |
|                  |       |       |      |       |      |      |       |
| Źródło: UCI      |       |       |      |       |      |      |       |